# Chrząszcze Wenezueli
Chrząszcze Wenezueli, koleopterofauna Wenezueli – ogół taksonów owadów z rzędu chrząszczy (Colepotera), których występowanie stwierdzono na terenie Wenezueli.
lista nie jest kompletna

## Myxophaga

### Lepiceridae
W Wenezueli stwierdzono m.in.:
- Lepicerus inaequalis

## Chrząszcze wielożerne(Polyphaga)

### Kobielatkowate(Anthribidae)
W Wenezueli stwierdzono m.in.:
- Araecerus fasciculatus

### Podryjowate(Attelabidae)
W Wenezueli stwierdzono m.in.:
- Auletobius glaber
- Auletobius tibialis
- Eugnamptus apicalis
- Eugnamptus bifenestratus
- Xestolabus venezolensis

### Kapturnikowate(Bostrichidae)
W Wenezueli stwierdzono m.in.:
- Amphicerus cornutus
- Amphicerus lignator
- Dendrobiella isthmicola
- Dinoderus bifoveolatus
- Dinoderus minutu
- Dolichobostrychus angustus
- Dolichobostrychus granulifrons
- Dominikia trimorpha
- Dominikia uncinata
- Dysides obscurus
- Dysides platensis
- Heterobostrychus aequalis
- Lichenophanes plicatus
- Melalgus caribeanus
- Melalgus truncatus
- Micrapate brunnipes
- Rhyzopertha dominica
- Sinoxylon unidentatum
- Tetrapriocera defracta
- Tetrapriocera longicornis
- Xylobiops concisus
- Xyloprista arcellata
- Xyloprista praemorsa
- Xylopsocus capucinus

### Brachyceridae
W Wenezueli stwierdzono m.in.:
- Argentinorhynchus breyeri
- Helodytes litus
- Helodytes rivularis
- Lissorhoptrus panamensis
- Lissorhoptrus venezolanus
- Neochetina eichhorniae
- Neohydronomus affinis
- Neohydronomus pulchellus
- Penestes simulans
- Stenopelmus brunneus
- Tanysphyrus lemnae

### Brentidae
W Wenezueli stwierdzono m.in.:
- Apion luteirostre
- Coelocephalapion pigrae

### Cavognathidae
W Wenezueli stwierdzono m.in.:
- Taphropiestes plaumanni

### Kózkowate(Cerambycidae)
W Wenezueli stwierdzono m.in.:

- Abanycha fasciata
- Acanthoibidion chevrolatii
- Achryson jolyi
- Achryson quadrimaculatum
- Achryson surinamum
- Acrocinus longimanus
- Acyphoderes itaiuba
- Adesmus albiventris
- Adesmus griseus
- Adesmus laetus
- Adesmus meinerti
- Adesmus niveiceps
- Adesmus phoebinus
- Adesmus stephanus
- Adetus alboapicalis
- Adetus albosignatus
- Adetus analis
- Adetus atomarius
- Adetus bacillarius
- Adetus consors
- Adetus fuscopunctatus
- Adetus leucostigma
- Adetus pulchellus
- Adetus subcostatus
- Aegoidus debauvei
- Aerenea impetiginosa
- Alastos batesi
- Alcathousiella polyrhaphoides
- Alcidion humeralis
- Alloesia bivittata
- America bicolora
- Amethysphaerion falsus
- Amillarus apicalis
- Amillarus secundus
- Amphelictus castaneus
- Amphelictus potiaiuba
- Amphicnaeia piriana
- Amphicnaeia zonata
- Amucallia miranda
- Amucallia venezuelensis
- Amyipunga moritzii
- Ancylosternus morio spp. morio
- Andraegoidus lacordairei
- Anelaphus martinsi
- Anisopodus latus
- Anisopodus strigosus
- Apagomerina diadela
- Aphilesthes rustica
- Asyngenes chalceolus
- Asyngenes strandiellus
- Asyngenes venezuelensis
- Ataxia operaria
- Atenizus castaneus
- Atenizus simplex
- Ateralphus lacteus
- Atiaia consobrina
- Atrypanius conspersus
- Ayriclytus simoni
- Bactriola maculata
- Bactriola vittulata
- Batus barbicornis
- Bebelis elongata
- Bebelis lignosa
- Bebelis picta
- Beloesthes megabasoides
- Beraba limpida
- Beraba longicollis
- Birandra lucanoides
- Birandra  punctata
- Birandra silvaini (prawdopodobnie)
- Bisaltes venezuelensis
- Bisaltes subreticulatus
- Bisaltes poecilus
- Blabia meinerti
- Blabia piscoides
- Blabia similis
- Braderochus jolyi
- Braderochus mundus
- Braderochus salcedoi
- Brechmoidion falcatum
- Cacostola sirena
- Cacostola strandi
- Callia apyra
- Callia bordoni
- Callia pallida
- Callia terminata
- Callia variabilis
- Callichroma holochlorum
- Callichroma iris iris
- Callichroma velutinum
- Callipogon lemoinei
- Callipogon armillatum
- Callisema elongata
- Calloctenus pulcher
- Callona tricolor
- Charmallaspis pulcherrima
- Carphontes paradoxus
- Cephaloplon pedunculatum
- Ceragenia bicornis
- Cherentes niveilateris
- Chlorida festiva
- Chrysoprasis atrata
- Chrysoprasis cuiciuna
- Chrysoprasis dutreuxi
- Chrysoprasis hirtula
- Chrysoprasis hypocrita
- Chrysoprasis moerens
- Chrysoprasis piriana
- Chrysoprasis pitanga
- Chrysoprasis suturalis
- Chrysoprasis suturella
- Chrysoprasis viridis
- Chrysoprasis vittata
- Cicuiara striata
- Closteropus argentatus
- Coccoderus longespinicornis
- Coleroidion cingulum
- Colobothea aleata
- Colobothea caramaschii
- Colobothea maculicollis
- Colobothea mosaica
- Colobothea pictilis
- Colobothea picturata
- Colobothea pulchella
- Colobothea varia
- Compsa macra
- Compsa nipha
- Compsa quadriguttata
- Compsibidion callispilum
- Compsibidion clivum
- Compsibidion litturatum
- Compsibidion maronicum
- Compsibidion vanum
- Compsibidion varipenne
- Corimbion caliginosum
- Corimbion supremum
- Cosmotoma adjuncta
- Cotycicuiara venezuelensis
- Cotyclytus basalis
- Cotyclytus lebasii
- Cotyclytus regularis
- Cotyclytus scenicus
- Criodion antennatum
- Criodion cinereum
- Ctenoscelis ater
- Cupanoscelis sanmartini
- Curius chemsaki
- Curtomerus flavus
- Curuapira exotica
- Cycnidolon podicale
- Cycnidolon pulchellum
- Cylicasta difficilis
- Cymatonycha meridionalis
- Cyrtinus araguaensis
- Cyrtinus bordoni
- Cyrtinus mussoi
- Cyrtinus striatus
- Deliathis quadritaeniator
- Desmiphora elegantula
- Desmiphora hirticollis
- Desmiphora scapularis
- Diasporidion duplicatum
- Diploschema weyrauchi
- Dolichosybra strandi
- Dorcacerus barbatus
- Dorcasta dasycera
- Drycothaea estola
- Dryoctenes scrupulosus
- Eburia albolineata
- Eburia semipubescens
- Eburodacrys bilineata
- Eburodacrys havanensis
- Eburodacrys laevicornis
- Eburodacrys pilicornis
- Eburodacrys sexmaculata
- Eburodacrys triocellata
- Ecthoea quadricornis
- Eligmoderma aragua
- Eligmoderma convexicolle
- Eligmoderma lara
- Eligmoderma minuta
- Eligmoderma trifasciatum
- Engyum euchare
- Engyum virgulatum
- Eranina piriana
- Eriphus rubellus
- Erosida delia
- Erosida lineola
- Erythropterus urucuri
- Estola basiflava
- Estola brunneovariegata
- Estola brunnescens
- Estola flavomarmorata
- Estola hispida
- Estola ignobilis
- Estola marmorata
- Estola nigrescens
- Estola retrospinosa
- Estola vittulata
- Estoloides perforata
- Estoloides reflexa
- Estoloides venezuelensis
- Esthlogena proletaria
- Eucharassus confusus
- Euderces venezuelensis
- Eudesmus ferrugineus
- Eudesmus grisescens
- Eupogonius infimus
- Euryestola antennalis
- Euryestola murupe
- Eurysthea caesariata
- Eurysthea sordida
- Eutrypanus mucoreus
- Euteleuta venezuelensis
- Exalcidion tetramaston
- Falsamblesthis gracilis
- Falsamblesthis microps
- Gnomibidion cylindricum
- Gnomidolon bordoni
- Gnomidolon grantsaui
- Gnomidolon guianense
- Gnomidolon incisum
- Gnomidolon insulicola
- Gnomidolon lansbergei
- Gnomidolon melanosomum
- Gnomidolon meridanum
- Gnomidolon musivum
- Gnomidolon pubicolle
- Gnomidolon rubricolor
- Gnomidolon ubirajarai
- Gorybia alboapex
- Gorybia armata
- Gorybia tibialis
- Grammopsis fallax
- Grammopsis simoni
- Granastyochus trifasciatus
- Haenkea thoracica
- Hallothamus decorus
- Hamatastus excelsus
- Haruspex inscriptus
- Haruspex lineolatus
- Hemilissa emblema
- Hemilissa fabulosa
- Hemilissa opaca
- Hemilissa picturata
- Heterachthes ebenus
- Heterachthes fascinatus
- Heterachthes signaticollis
- Hexoplon albipenne
- Hexoplon rosalesi
- Hexoplon uncinatum
- Hilaroleopsis minor
- Hileolaspis auratus
- Hirtobrasilianus seabrai
- Hippopsis assimilis
- Hippopsis freyi
- Hippopsis meinerti
- Hylettus eremita
- Hylettus seniculus
- Ironeus pulcher
- Ischasia exigua
- Ischiocentra disjuncta
- Ischionodonta iridipennis
- Ischionodonta lansbergei
- Ischionodonta pustulosa
- Itaclytus justini
- Jamesia globifera
- Jolyellus albomaculatus
- Juiaparus batus spp. batus
- Lagocheirus araneiformis spp. fulvescens
- Lagocheirus plantaris spp. plantaris
- Leptophaula femoralis
- Leptostylus fernandezi
- Leptostylus gibbulosus
- Leptostylus jolyi
- Leptostylus obscurellus
- Leptostylus paulus
- Leptostylus plautus
- Lepturgantes seriatus
- Lepturges inscriptus
- Lepturges breviceps
- Lepturges comptus
- Lepturges maculosus
- Lepturgotrichona bordoni
- Lesbates milleri
- Limozota virgata
- Lissoeme testacea
- Lissonotus corallinus
- Lissonotus equestris
- Lissonotus flavocinctus spp flavocinctus
- Lissonotus kuaiuba
- Lissonotus nigrofasciatus
- Lissonoschema fasciatum
- Listroptera carbonaria
- Lochmaeocles callidryas
- Lochmaeocles zonatus
- Lypsimena fuscata
- Lypsimena tomentosa
- Macrodontia crenata
- Macrodontia jolyi
- Macronemus asperulus
- Macropophora trochlearis
- Mallaspis scutellaris
- Mallodon baiulus
- Mallodon chevrolatii
- Mallodon spinibarbis
- Mallodonhoplus nobilis
- Mallodonopsis mexicanus
- Malthonea cumbica
- Malthonea glaucina
- Malthonea itaiuba
- Malthonea panthera
- Megacyllene proxima
- Megaderus stigma
- Melzerella costalimai
- Methia trium
- Metopocoilus longissimum
- Metopocoilus rojasi
- Migorybia miranda
- Minibidion aquilonium
- Mimoeme lycoides
- Mimolaia diversicornis
- Mimolaia tachira
- Myoxinus pictus
- Myoxomorpha funesta
- Mimasyngenes icuapara
- Mimasyngenes inlineatus
- Mimasyngenes venezuelensis
- Monneellus rhodopus
- Myzomorphus quadripunctatus
- Myzomorphus scutellatus
- Nealcidion albolineatum
- Nealcidion armatum
- Nealcidion costatum
- Nealcidion elegans
- Nealcidion griseum
- Nealcidion lineatum
- Nealcidion melasmum
- Nealcidion meridanum
- Nealcidion privatum
- Nealcidion socium
- Nealcidion spinosum
- Nealcidion strigilis
- Nealcidion triangulare
- Nealcidion trivittatum
- Neoclytus cacicus
- Neoclytus columbianus
- Neoclytus fraterculus
- Neoclytus guianensis
- Neocompsa cylindricollis
- Neocompsa eburioides
- Neocompsa fefeyei
- Neocompsa habra
- Neocompsa lenticula
- Neocompsa macrotricha
- Neocompsa mimosa
- Neocompsa pallida
- Neocompsa squalida
- Neoeutrypanus nitidus
- Neoptychodes trilineatus
- Nesozineus apharus
- Nesozineus ateuchus
- Nesozineus bucki
- Nesozineus fraterculus
- Nesozineus marmoratus
- Nesozineus propinquus
- Notosphaeridion umbrinum
- Novantinoe jolyi
- Novantinoe rufa
- Nyctonympha annulata
- Nyctonympha carcharias
- Nyctonympha costipennis
- Nyssicostylus melzeri
- Nyssicus fernandezi
- Nyssicus rosalesi
- Nyssodrysina cinerascens
- Nyssodrysina scutellata
- Nyssodrysternum conspicuum
- Nyssodrysternum freyorum
- Nyssodrysternum gilvolineatum
- Nyssodrysternum poriferum
- Nyssodrysternum rubiginosum
- Nyssodrysternum signiferum
- Nyssosternus duidaensis
- Obrium asperatum
- Obrium clavijoi
- Obrium cordicolle
- Obrium latecinctum
- Obrium semidiffusum
- Ocroeme aspericollis
- Oedopeza cryptica
- Oedopeza leucostigma
- Oedopeza maculatissima
- Oedopeza ocellator
- Oedopeza setigera
- Ommata elegans
- Onalcidion fibrosum
- Onalcidion obscurum
- Onalcidion pictulum
- Oncideres albomarginata spp. albomarginata
- Oncideres aragua
- Oncideres bouchardi
- Oncideres colombiana
- Onychocerus crassus
- Ophthalmocydrus semiorbifer
- Opsibidion albinum
- Oreodera aerumnosa
- Oreodera c-album
- Oreodera glauca spp. glauca
- Oreodera granulipennis
- Oreodera jacquieri
- Oreodera lateralis
- Oreodera sororcula
- Orthomegas cinnamomeus
- Orthomegas sylvainae
- Orthostoma vittata
- Oxathres decorata
- Oxathres navicula
- Oxathres simillima
- Oxymerus aculeatus spp. lebasi
- Oxymerus basalis
- Palame mimetica
- Pantonyssus flavipes
- Paracleodoxus cineraceus
- Paracleodoxus simillimus
- Paracompsa flavofasciata
- Paracorupella pallida
- Paralcidion bilineatum
- Parandra glabra
- Parandra colombica
- Parandra longicollis
- Parandra solangeae
- Parandra villei
- Paranisopodus araguaensis
- Parastizocera procera
- Parmenonta albisetosa
- Parmenonta parallela
- Penaherreraus bilineatus
- Penaherreraus centrolineatus
- Pentheochaetes trinidadensis
- Periboeum pubescens
- Perissomerus flammeus
- Peritrox denticollis
- Phacellocerina limosa
- Phaea brevicornis
- Phaea miniata
- Phaedinus pictus
- Piezocera advena
- Piezocera gratiosa
- Piezophidion bordoni
- Pirangoclytus flavius
- Piruapsis nigellus
- Piruapsis vestitus
- Plocaederus plicatus
- Phoracantha semipunctata
- Physopleurus dohrnii
- Placosternus crinicornis
- Placosternus guttatus
- Plagiohammus quadriplagiatus
- Plagiohammus spinipennis
- Poecilopeplus fontanieri
- Poeciloxestia paraensis
- Poeciloxestia sagittaria
- Priscilla hypsiomoides
- Psapharochrus circumflexus
- Psapharochrus jaspideus
- Psapharochrus nigricans
- Pseudosparna amoena
- Pseudosparna aragua
- Praxithea beckeri
- Praxithea lanei
- Praxithea peruviana
- Praxithea travassosi
- Protorma costifer
- Psalidognathus friendi spp. sallei
- Psalidognathus modestus spp. modestus
- Psalidognathus superbus
- Pseudophaula porosa
- Pseudophimosia eburioides
- Ptericoptus similis
- Pteridotelus hematopus
- Pteridotelus laticornis
- Pteroplatus variabilis
- Pygmodeon staurotum
- Rhachicolus cristatus
- Rhopalophora venezuelensis
- Rosalba jolyi
- Rosalba obliqua
- Rosalba recta
- Sangaris optata
- Sangaris polystigma
- Sarifer flavirameus
- Sepaicutea unicolor
- Smodicum confusum
- Solangella meridana
- Sphaerion exutum
- Sphallotrichus sericeotomentosus
- Steirastoma breve
- Steirastoma melanogenys
- Steirastoma stellio
- Stenolis calligramma
- Stereomerus diadelus
- Sternidius subfascianus
- Sthelenus morosus
- Stizocera geniculata
- Stizocera meinerti
- Stizocera plicicollis
- Stizocera poeyi
- Strongylaspis corticarius
- Susuacanga unicolor
- Sydax confragus
- Sydax gibbus
- Taeniotes inquinatus
- Taeniotes scalatus
- Tapeina erectifrons spp erectifrons, spp. avuncula
- Tapeina transversifrons spp. centralis
- Tapuruia beebei
- Tapuruia jolyi
- Taurolema pretiosa
- Taygayba venezuelensis
- Tenthras obliteratus
- Temnopis jolyi
- Tessarecphora arachnoides spp. centralis
- Tethystola dispar
- Tethystola inermis
- Tethystola minima
- Tethystola obliqua
- Tetraopidion venezuelanum
- Tetrarpages lansbergei
- Thoracibidion franzae
- Thoracibidion io
- Thoracibidion ruficaudatum
- Thoracibidion terminatum
- Tilloclytus cleroides
- Timbaraba dispar
- Toronaeus lautus
- Trachyderes elegans spp.. blandus
- Trachyderes politus
- Trachyderes succinctus spp. succinctus
- Trachysomus camelus
- Trachysomus thomsoni
- Trichalcidion penicillum
- Trichillurges bordoni
- Trichillurges conspersus
- Trichillurges meridanus
- Trichillurges olivaceus
- Trichonyssodrys aureopilosus
- Trichotithonus albosetosus
- Trichotithonus venezuelensis
- Trichotithonus viridis
- Tropidion centrale
- Tropidion erythrurum
- Tropidion fernandezi
- Tropidion hispidum
- Tropidion jolyi
- Tropidion litigiosum
- Tropidion mirabile
- Tropidion rubricatum
- Tropidion subcruciatum
- Tritania dilloni
- Tropanisopodus tachira
- Trypanidius andicola
- Trypanidius irroratus
- Trypanidius maculatus
- Trypanidius notatus
- Tucanti plumicornis
- Tulcus lycimnius
- Unaiuba flava
- Unelcus lineatus
- Xenambyx lansbergei
- Xenofrea anoreina
- Xenofrea aragua
- Xylergates lacteus
- Xystochroma chloropus
- Xystochroma clypeatum
- Xystochroma incomptum
- Ygapema clavata

### Stonkowate(Chrysomelidae)
W Wenezueli stwierdzono m.in.:

- Acanthoscelides argillaceus
- strąkowiec fasolowy (Acanthoscelides obtectus)
- Alurnus bipunctatus
- Alurnus lansbergei
- Alurnus octopunctatus
- Alurnus orbignyi
- Anisostena confusa
- Aslamidium capense
- Aslamidium quatuordecimmaculatum
- Aslamidium semicirculare
- Baliosus opifer
- Baliosus rubiginosus
- Brachycoryna pumila
- Callosobruchus maculatus
- Calyptocephala brevicornis
- Cephaloleia bicolor
- Cephaloleia cyaneaStaines
- Cephaloleia dilaticollis
- Cephaloleia fasciata
- Cephaloleia histrio
- Cephaloleia luridipennis
- Cephaloleia neglecta
- Cephaloleia nigrithorax
- Cephaloleia parenthesis
- Cephaloleia partita
- Cephaloleia simoni
- Cephaloleia trimaculata
- Chalepus breveapicalis
- Chalepus caracasensis
- Chalepus digressus
- Chalepus longehumeralis
- Chalepus paniei
- Chalepus plebeius
- Chalepus sanguinicollis
- Charistena ruficollis
- Chaetocnema minutissima
- Demotispa carinata
- Demotispa submarginata
- Diabrotica septenliturata
- Diabrotica septenliturata
- Diabrotica viridula
- Diphaulaca aulica
- Diphaulaca fossifrons
- Diphaulaca gemina
- Disonycha austriaca
- Disonycha glabrata
- Disonycha trifasciata
- Disonycha venezuelae
- Dorynota monoceros
- Dorynota nigra
- Euxema elgonata
- Heikertinyerella augustifrons
- Heikertinyerella platylomina
- Heikertinyerella rozei
- Heterispa vinula
- Homotyphus undatus
- Hypolampsis piperiphaga
- Hypolampsis simoni
- Imatidium thoracicum
- Ocnosispa simoni
- Oediopalpa guerini
- Octhispa elevata
- Octhispa miniata
- Octhispa parvula
- Omophoita abbreviata
- Omophoita albicollis
- Omophoita lunata
- Omophoita oxymetarialis
- Omophoita quadrinotata spp. colombianum
- Oxychalepus alienus
- Oxychalepus anchora
- Oxychalepus elongata
- Oxychalepus externa
- Oxychalepus normalis
- Parimatidium atra
- Parimatidium clermonti
- Parimatidium curvipes
- Pentispa explanata
- Platiprosopus acutangula
- Polychalma multicava
- Prosopodonta atrimembris
- Prosopodonta punctata
- Prosopodonta suturalis
- Pseudispa annulicornis
- Sceloenopla erudita
- Sceloenopla violaceipennis
- Sceloenopla westwoodii
- Stator limbatus
- Uroplata spinosa
- Xenochalepus angustus
- Xenochalepus venezuelensis
- Xenochalepus bicostatus
- Xenochalepus erythroderus
- Zabrotes subfasciatus

### Clambidae
W Wenezueli stwierdzono m.in.:
- Clambus auricula
- Clambus humeralis
- Clambus mirandanus
- Clambus nudipleura

### Przekraskowate(Cleridae)
W Wenezueli stwierdzono m.in.:
- Necrobia ruficollis
- Necrobia rufipes

### Biedronkowate(Coccinellidae)
W Wenezueli stwierdzono m.in.:

- Azya orbigera orbigera
- Brachiacantha bistripustulata
- Brachyacantha erythrura
- Chilocorus cacti
- Cirocolla conspicillata
- Clypeaspis trilineata
- Coccidophilus citricola
- Coleomegilla maculata spp. maculata
- Cryptolaemus montrouzieri
- Curinus coeruleus
- Cycloneda conjugata
- Cycloneda devestita
- Cycloneda emarginata
- Cycloneda sanguinea
- Cyra triacantha
- Dapolia deglandi
- Delphastus quinculus
- Dilatitibialis annie
- Dilatitibialis carmen
- Dilatitibialis carolinae
- Dilatitibialis luteola
- Dilatitibialis paula
- Dilatitibialis robin
- Dilatitibialis suzannae
- Diomus seminulus
- Diomus tucumanus
- Epilachna tredecimnotata
- Epilachna cacica
- Epilachna flavofasciata
- Eupalea reinhardti
- Harpasus quadrifolium
- Hippodamia convergens
- Hyperaspis connectens
- Hyperaspis festiva
- Hyperaspis onerata
- Naemia maculata
- Neda norrisi
- Neocalvia dentatofasciata
- Oryssomus subterminatus
- Paraneda pallidula spp. guticollis
- Pentilia insidiosa
- Pseudoazya trinitatis
- Psyllobora confluens
- Psyllobora dissimilis
- Rodolia cardinalis
- Scymnus demerarensis
- Scymnus hamatus
- Scymnus loewii
- Scymnus rubicundus
- Serratitibia fraudulenta
- Spilindolla vigintiduonotata
- Tenuisvalvae notata
- Zagloba beaumonti

### Ryjkowcowate(Curculionidae)
W Wenezueli stwierdzono m.in.:

#### Baridinae
- Baris aenescens
- Eurhinus festivus
- Eurhinus viridis
- Linogeraeus quadrivittatus

#### Conoderinae
- Copturus aurivillianus
- Lechriops sciurus

#### Cryptorhynchinae
- Eubulus triangularis
- Faustinus apicalis
- Rhinochenus stigma
- Tyloderma pilosellum
- Tyloderma setarium

#### Curculioninae
- kwieciak bawełniany (Anthonomus grandis)
- Sibinia aspersa

#### Entiminae
- Airosimus robustus
- Anypotactus exilis
- Anypotactus sulcicollis
- Brachyomus bicostatus
- Brachyomus histrio
- Brachyomus octotuberculatus
- Brachyomus quadrinodosus
- Brachyonus quadrituberculatus
- Compsus aurisquamosus
- Compsus biimpressus
- Compsus deplanatus
- Compsus fractilineatus
- Compsus gemmeus
- Compsus parvus
- Compsus pugionatus
- Compsus quadrisignatus
- Compsus scrutator
- Compsus serrans
- Compsus spectabilis
- Compsus subcostatus
- Compsus sulcicollis
- Compsus sylvaticus
- Compsus virginalis
- Cydianerus wagneri
- Cylloproctus murinus
- Cylloproctus pyriformis
- Cylloproctus simoni
- Cylloproctus vehemens
- Deroconus rufipes
- Diaprepes comma
- Ericydeus nigropuctatus
- Ericydeus schoenherri
- Ericydeus sedecimpunctatus
- Eurylobus praecox
- Eustylus bodkini
- Eustylus obliquafasciatus
- Eustylus puber
- Eustylus subvittatus
- Exophthalmus corrugatus
- Exophthalmus festivus
- Exophthalmus lajoyei
- Exophthalmus masoni
- Hadromeropsis dialeuca
- Hadromeropsis gemmifera
- Hoplopactus albarius
- Hoplopactus pavidus
- Hypsonotus apocytoides
- Hypsonotus morio
- Hypsonotus murinus
- Hypsonotus umbilicatus
- Hypsonotus venezolanus
- Litostylus diadema
- Litostylus suturalis
- Mimographus cinereoguttatus
- Mimographus laesicollis
- Naupactus instabilis
- Naupactus venezolanus
- Omoionotus jekeli
- Omoionotus lacordairei
- Oxyderces croesus
- Pandeleteius admirabilis
- Pandeleteius andeanus
- Pandeleteius angustirostris
- Pandeleteius arcanus
- Pandeleteius atlas
- Pandeleteius avilensis
- Pandeleteius bechyneorum
- Pandeleteius bidentatus
- Pandeleteius biseriatus
- Pandeleteius bordoni
- Pandeleteius campestris
- Pandeleteius candidus
- Pandeleteius chapini
- Pandeleteius confluens
- Pandeleteius festivus
- Pandeleteius gracilis
- Pandeleteius hercules
- Pandeleteius hystrix
- Pandeleteius julius
- Pandeleteius kirschi
- Pandeleteius liberalis
- Pandeleteius longipennis
- Pandeleteius modestus
- Pandeleteius nodifer
- Pandeleteius novagranadae
- Pandeleteius opalescens
- Pandeleteius peckorum
- Pandeleteius procollis
- Pandeleteius regina
- Pandeleteius santaanae
- Platyomus silbermanni
- Plectrophoroides lutra
- Premnotrypes vorax
- Promecops jucundus
- Promecops luteus
- Promecops rhombifer
- Simophorus pustulosus
- Synthlibonotus rufipes
- Synthlibonotus scapha

#### Hyperinae
- Phelypera distigma v. bimaculata
- Diastrophilus astutus

#### Molytinae
- Amalactus aterrimus
- Amalactus carbonarius spp. carbonarius spp. nigerrimus
- Arniticus insignatus
- Arniticus lituratus
- Arniticus neglectus
- Arniticus stevensi
- Byzes talpa
- Chalcodermus angulicollis
- Chalcodermus humeridens
- Chalcodermus roricatus
- Cholus brunnirostris
- Cholus cattleyae
- Cholus columbus
- Cholus granifer
- Cholus hirsutus
- Cholus iniquus
- Cholus morio
- Cholus pistor
- Cholus roelofsi
- Cholus rojasi
- Cholus subcostatus
- Cholus trilineolatus
- Conotrachelus acutecostatus
- Conotrachelus albaticollis
- Conotrachelus albipunctatus
- Conotrachelus albofrontalis
- Conotrachelus brevisetis
- Conotrachelus bulbifer
- Conotrachelus cestrotus
- Conotrachelus chevrolati
- Conotrachelus cinctipes
- Conotrachelus clivosus
- Conotrachelus compactus
- Conotrachelus corticalis
- Conotrachelus crenatus
- Conotrachelus cristatus
- Conotrachelus dentifer
- Conotrachelus fronto
- Conotrachelus granosicollis
- Conotrachelus inexplicatus
- Conotrachelus infirmus spp. quadriguttatus
- Conotrachelus lautus
- Conotrachelus mimicus
- Conotrachelus mucidus
- Conotrachelus numenius
- Conotrachelus ochreatus
- Conotrachelus phyrdenoides
- Conotrachelus psidii
- Conotrachelus quadrinotatus
- Conotrachelus rabidus
- Conotrachelus raptor
- Conotrachelus raucus
- Conotrachelus rectirostris
- Conotrachelus rubiginosus
- Conotrachelus salebrosus
- Conotrachelus seorsus
- Conotrachelus signatus
- Conotrachelus sinuaticollis
- Conotrachelus songoensis
- Conotrachelus tardus
- Conotrachelus turbatus
- Conotrachelus varipes
- Cryptaspis amplicollis
- Cyriaspis chelidon
- Epistrophus albicans
- Epistrophus cristulatus
- Epistrophus distentus
- Epistrophus nigroalbus
- Epistrophus ornatus
- Epistrophus tumidus
- Grypidiopsis vogli
- Heilipodus bellicosus
- Heilipodus choicus
- Heilipodus jocosus
- Heilipodus polyguttatus
- Heilipodus vicinus
- Heilipodus zoubkoffii
- Heilipus draco
- Heilipus mirus
- Heilipus norrisii
- Heilipus semivittatus
- Hilipinus mediator
- Homalinotus coriaceus
- Homalinotus deplanatus
- Homalinotus humeralis
- Homalinotus hystrix
- Homalinotus inermis
- Marshallius guttatus
- Neoerethistes colombianus
- Nettarhinus granulatus
- Nettarhinus rojasi
- Odontocholus atomarius
- Pheloconus albiguus
- Pheloconus nudoscutellatus
- Polydercicus luctuosus
- Polymicrus tessellatus
- Polymicrus tuitus
- Pseudanchonus marshalli

#### Kornikowate(Scolytinae)
- Acanthotomicus analogus
- Acanthotomicus granulatus
- Acanthotomicus mimicus
- Acorthylus gracilis
- Acorthylus pruni
- Ambrosiodmus alexae
- Ambrosiodmus hagedorni
- Ambrosiodmus scalaris
- Amphicranus acus
- Amphicranus araguensis
- Amphicranus attenuatus
- Amphicranus bipunctatus
- Amphicranus brevior
- Amphicranus cracens
- Amphicranus eggerssianus
- Amphicranus explicitus
- Amphicranus laureli
- Amphicranus quadridens
- Amphicranus schaufussi
- Amphicranus tenuis
- Amphicranus terebella
- Amphicranus thoracicus
- Araptus amazonicus
- Araptus andinus
- Araptus araguaensis
- Araptus barinensis
- Araptus brevisetosus
- Araptus caribaeus
- Araptus clematicolens
- Araptus clusiae
- Araptus costaricensis
- Araptus hymenaeae
- Araptus impensus
- Araptus liminaris
- Araptus mirus
- Araptus mucunae
- Araptus muticus
- Araptus nitidipennis
- Araptus partilis
- Araptus plicatus
- Araptus rufopalliatus
- Araptus spiculatus
- Araptus splendidulus
- Araptus subconcentralis
- Araptus subemarginatus
- Araptus varius
- Araptus virolae
- Araptus virolavorus
- Araptus virtus
- Araptus xylotrupes
- Bothrosternus affinis
- Bothrosternus hirsutus
- Bothrosternus truncatus
- Brachyspartus moritzi
- Camptocerus aeneipennis
- Camptocerus angustior
- Camptocerus auricomus
- Camptocerus costatus
- Camptocerus niger
- Camptocerus rectus
- Chaetophloeus andinus
- Carphodicticus cristatus
- Chramesus acacicolens
- Chramesus denticulatus
- Chramesus impolitus
- Chramesus imporcatus
- Chramesus macrocornis
- Chramesus orinocensis
- Chramesus parcus
- Chramesus peniculus
- Chramesus priscus
- Chramesus simplicis
- Chramesus solicitatus
- Chramesus strigilis
- Chramesus vinealis
- Cnemonyx flavicornis
- Cnemonyx insignis
- Cnemonyx panamensis
- Cnemonyx protivorus
- Cnemonyx rugolusus
- Cnemonyx vestitus
- Cnemonyx vismiacolens
- Cnesinus alienus
- Cnesinus bisulcatus
- Cnesinus denotatus
- Cnesinus elegans
- Cnesinus fulgens
- Cnesinus gibbus
- Cnesinus lucaris
- Cnesinus minusculus
- Cnesinus nitidus
- Cnesinus ocularis
- Cnesinus porcatus
- Cnesinus reticulus
- Cnesinus squamosus
- Cnesinus teres
- Cnesinus teretis
- Cnesinus vestitus
- Coccotrypes aciculatus
- Coccotrypes carpophagus
- Coccotrypes dactyliperda
- Coccotrypes rhizophorae
- Coptoborus catulus
- Coptoborus cuneatus
- Coptoborus pseudotenuis
- Coptoborus tolimanus
- Coptoborus vespatorius
- Corthylocurus medialis
- Corthylocurus moritzi
- Corthylocurus protuberans
- Corthylocurus signatifrons
- Corthylocurus tuberculifer
- Corthyloxiphus apicalis
- Corthyloxiphus araguensis
- Corthyloxiphus carbonerae
- Corthyloxiphus declivis
- Corthyloxiphus frontalis
- Corthyloxiphus obesus
- Corthyloxiphus punctatus
- Corthyloxiphus reticulatus
- Corthyloxiphus simplicus
- Corthyloxiphus truncatus
- Corthyloxiphus usticus
- Corthylus abbreviatus
- Corthylus additus
- Corthylus araguensis
- Corthylus attenuatus
- Corthylus castaneus
- Corthylus cecropicolens
- Corthylus cirrifer
- Corthylus cirritus
- Corthylus compressicornis
- Corthylus confertus
- Corthylus convexifrons
- Corthylus coronatus
- Corthylus discoideus
- Corthylus donaticus
- Corthylus excisus
- Corthylus frontalis
- Corthylus gracilior
- Corthylus ingaensis
- Corthylus letzneri
- Corthylus papulans
- Corthylus pinguis
- Corthylus punctatus
- Corthylus redtenbacheri
- Corthylus simillimus
- Corthylus tuberosus
- Corthylus villosus
- Corthylus vochysiae
- Cryptocarenus barinensis
- Cryptocarenus brevicollis
- Cryptocarenus diadematus
- Cryptocarenus frontalis
- Cryptocarenus heveae
- Cryptocarenus punctifrons
- Cryptocarenus seriatus
- Cryptocarenus tropicalis
- Dacnophthorus pertusus
- Dacnophthorus rallus
- Dendrocranulus auctus
- Dendrocranulus columbianus
- Dendrocranulus conditus
- Dendrocranulus limbellus
- Dendrocranulus limitaris
- Dendrocranulus modus
- Dendrocranulus pinguis
- Dendrocranulus reditus
- Dendrosinus globosus
- Dryocoetes pumilio
- Dryocoetoides capucinus
- Dryocoetoides cristatus
- Dryocoetoides flavus
- Dryocoetoides granulicauda
- Dryocoetoides indolatus
- Dryocoetoides monachus
- Dryocoetoides pileatus
- Dryocoetoides pseudosolitarius
- Dryocoetoides rusticus
- Dryocoetoides severus
- Dryocoetoides velutinus
- Dryocoetoides verrucosus
- Eupagiocerus ater
- Euwallacea fornicatus
- Gnatholeptus semiermis
- Gnathotrupes assiduus
- Gnathotrupes colaphus
- Gnathotrupes nectandrae
- Gymnochilus consocius
- Gymnochilus zonatus
- Holocurus declivis
- Hylocurus alternatus
- Hylocurus discifer
- Hylocurus flagellatus
- Hylocurus singularis
- Hylocurus verrucosus
- Hylocurus villifrons
- Hypocryphalus mangiferae
- Hypothenemus africanus
- Hypothenemus barinensis
- Hypothenemus bolivianus
- Hypothenemus californicus
- Hypothenemus columbi
- Hypothenemus costatus
- Hypothenemus crudiae
- Hypothenemus erectus
- Hypothenemus eruditus
- Hypothenemus fuscicollis
- Hypothenemus hampei
- Hypothenemus interstitialis
- Hypothenemus javanus
- Hypothenemus meridensis
- Hypothenemus obscurus
- Hypothenemus opacus
- Hypothenemus parallelus
- Hypothenemus plumeriae
- Hypothenemus rugosipes
- Hypothenemus seriatus
- Hypothenemus setosus
- 'Hypothenemus suspectus
- Hypothenemus teretis
- Hypothenemus trivialis
- Hypothenemus virolae
- Liparthrum carapae
- Liparthrum meridensis
- Metacorthylus subcostatulus
- Metacorthylus subtruncatus
- Metacorthylus volvulus
- Micracis exilis
- Micracis sentus
- Micracis vitulus
- Microborus aberrans
- Microborus lectus
- Microcorthylus brevior
- Microcorthylus concisus
- Microcorthylus curtus
- Microcorthylus degener
- Microcorthylus diversus
- Microcorthylus inops
- Microcorthylus macer
- Microcorthylus parvulus
- Microcorthylus parvus
- Microcorthylus puerulus
- Microcorthylus tuberculifer
- Microcorthylus umbratus
- Monarthrum annulatum
- Monarthrum bicolor
- Monarthrum bicoloratum
- Monarthrum bifoveatum
- Monarthrum bituberculatum
- Monarthrum carinifrons
- Monarthrum chapuisi
- Monarthrum connexum
- Monarthrum cristatum
- Monarthrum dimidiatum
- Monarthrum dolosum
- Monarthrum egenum
- Monarthrum exornatum
- Monarthrum fimbraticorne
- Monarthrum gracilior
- Monarthrum granulifer
- Monarthrum granulosum
- Monarthrum hagedorni
- Monarthrum ingens
- Monarthrum insidiosum
- Monarthrum laterale
- Monarthrum lobatum
- Monarthrum minutum
- Monarthrum obscurum
- Monarthrum obtusum
- Monarthrum parvum
- Monarthrum robustum
- Monarthrum scrobiceps
- Monarthrum septulosum
- Monarthrum validum
- Pagiocerus frontalis
- Periocryphalus pullus
- Phelloterus tersus
- Phloeoborus araguensis
- Phloeoborus asper
- Phloeoborus cristatus
- Phloeoborus marahuaci
- Phloeoborus orinocensus
- Phloeoborus scaber
- Phloeotribus amplus
- Phloeotribus biguttatus
- Phloeotribus collaris
- Phloeotribus fici
- Phloeotribus hirtellus
- Phloeotribus hirticulus
- Phloeotribus hispidulus
- Phloeotribus nitidicollis
- Phloeotribus pilula
- Phloeotribus rudis
- Phloeotribus setulosus
- Phloeotribus squamiger
- Phloeotribus subovatus
- Phloeotribus tetricus
- Phloeotribus transversus
- Phloeotribus venezuelensis
- Phloeotribus vesculus
- Phrixosoma barinensis
- Phrixosoma minor
- Phrixosoma rubra
- Phrixosoma viriosa
- Pityophthorus anacardii
- Pityophthorus crotonis
- Pityophthorus imbellis
- Pityophthorus languidus
- Pityophthorus minimus
- Pityophthorus moritzi
- Pityophthorus nectandrae
- Pityophthorus opacifrons
- Pityophthorus podocarpi
- Pityophthorus quadrispinatus
- Pityophthorus reticulatus
- Pityophthorus retifrons
- Pityophthorus similaris
- Pityophthorus simplicis
- Pityophthorus sinopae
- Pityophthorus splendens
- Pityophthorus venezuelensis
- Pityophthorus vescus
- Premnobius ambitiosus
- Premnobius cavipennis
- Pseudothysanoes atomus
- Pycnarthrum brosimi
- Pycnarthrum hispidum
- Pycnarthrum pallidum
- Pycnarthrum subcarinatum
- Sampsonius dampfi
- Sampsonius obtusicornis
- Scolytodes atratus
- Scolytodes canalicula
- Scolytodes chapuisi
- Scolytodes comitabilis
- Scolytodes contractus
- Scolytodes crinalis
- Scolytodes crinitus
- Scolytodes decorus
- Scolytodes ficicolens
- Scolytodes fulmineus
- Scolytodes gennaeus
- Scolytodes guyanaensis
- Scolytodes habilis
- Scolytodes imitans
- Scolytodes jucundus
- Scolytodes libidus
- Scolytodes maurus
- Scolytodes naevius
- Scolytodes opacus
- Scolytodes ovalis
- Scolytodes parallelus
- Scolytodes perpusillus
- Scolytodes pilifrons
- Scolytodes semipunctatus
- Scolytodes serenus
- Scolytodes serina
- Scolytodes suturalis
- Scolytodes varius
- Scolytopsis orinocanus
- Scolytopsis puncticollis
- Scolytus barinensis
- Scolytus bicolor
- Scolytus costellatus
- Scolytus cristatus
- Scolytus dimidiatus
- Scolytus proximus
- Scolytus venezuelensis
- Scolytogenes jalapae
- Stegomerus mirandus
- Sternobothrus bicaudatus
- Sternobothrus bicostatus
- Sternobothrus sculpturatus
- Styphlosoma subulatum
- Taurodemus bicornutus
- Taurodemus flavipes
- Taurodemus splendidus
- Taurodemus varians
- Taurodemus varulus
- Theoborus coartatus
- Theoborus crinitulus
- Theoborus ricini
- Theoborus theobroma
- Theoborus villosulus
- Tricolus abacis
- Tricolus angustatus
- Tricolus bicavus
- Tricolus coloreus
- Tricolus fenoris
- Tricolus intrusus
- Tricolus parvus
- Tricolus plaumanni
- Tricolus rufodorsalis
- Tricolus scitulus
- Tricolus subopacus
- Tricolus subrufus
- Xyleborinus gracilis
- Xyleborinus intersetosus
- Xyleborinus reconditus
- Xyleborus affinis
- Xyleborus araguensis
- Xyleborus asper
- Xyleborus caraibicus
- Xyleborus concentus
- Xyleborus declivis
- Xyleborus discretus
- Xyleborus elevatus
- Xyleborus falsus
- Xyleborus ferrugineus
- Xyleborus geayi
- Xyleborus improvidus
- Xyleborus incertus
- Xyleborus macer
- Xyleborus mutabilis
- Xyleborus novagrenadensis
- Xyleborus parallelocollis
- Xyleborus politus
- Xyleborus posticus
- Xyleborus procer
- Xyleborus pusio
- Xyleborus semipunctatus
- Xyleborus similis
- Xyleborus spathipennis
- Xyleborus spinulosus
- Xyleborus squamulatus
- Xyleborus tumucensis
- Xyleborus vicinus
- Xyleborus vismiae
- Xyleborus volvulus
- Xylosandrus curtulus
- Xyleborus volvulus
- Xylosandrus laticeps
- Xylosandrus morigerus

### Skórnikowate(Dermestidae)
W Wenezueli stwierdzono m.in.:
- Anthrenus flavipes spp. flavipes
- Anthrenus scrophulariae spp. scrophulariae
- Anthrenus verbasci
- Attagenus fasciatus
- Attagenus pellio
- Attagenus unicolor spp. unicolor
- Caccoleptus wicki
- Cryptorhopalum maculatum
- Cryptorhopalum orbiculosum
- Cryptorhopalum quadripunctatum
- Dermestes ater
- Skórnik słoniniec (Dermestes lardarius)
- Dermestes carnivorus
- Dermestes frischii
- Dermestes maculatus
- Orphinus fulvipes
- Thylodrias contractus
- Trogoderma anthrenoides
- Trogoderma granarium
- Trogoderma inclusum
- Trogoderma ornatum

### Sprężykowate(Elateridae)
W Wenezueli stwierdzono m.in.:

- Achrestus phyllocerus
- Adelocera aberrans
- Aeolus anchoralis
- Aeolus cucullatus
- Aeolus designatus
- Aeolus flavus
- Aeolus gavisus
- Aeolus melanurus
- Aeolus pectoralis
- Aeolus quadrimaculatus
- Aeolus sexguttatus
- Aeolus simoni
- Aeolus stolatus
- Aeolus trisignatus
- Aeolus variabilis
- Agrypnella squamifer
- Alaus haroldi
- Alaus plebejus
- Alaus unicus
- Anchastomorphus ornatus
- Anoplischius acallus
- Anoplischius cattleyae
- Anoplischius nigrolaterus
- Atractosomus auricomus
- Atractosomus colombicus
- Atractosomus illinitus
- Atractosomus tabularius
- Chalcolepidius aurulentus
- Chalcolepidius corpulentus
- Chalcolepidius cyaneus
- Chalcolepidius fabricii
- Chalcolepidius gossypiatus
- Chalcolepidius gossypiatus var. erichsoni
- Chalcolepidius leimoinei
- Chalcolepidius limbatus
- Chalcolepidius mocquerysi
- Chalcolepidius oxydatus
- Chalcolepidius porcatus
- Chalcolepidius scitus
- Chalcolepidius silbermanni
- Chalcolepidius virens
- Chalcolepis luczotii
- Chalcolepis similis
- Conoderus capistratus
- Conoderus caracasanus
- Conoderus decimus
- Conoderus dubius
- Conoderus exclamationis
- Conoderus hypolithus
- Conoderus numerosus
- Conoderus posticus
- Conoderus proximus
- Conoderus rufescens
- Conoderus sticticus
- Conoderus varians
- Cosmesus flavidus
- Dilobitarsus bidens
- Diplostethus setosus
- Dipropus aeneus
- Dipropus chloropterus
- Drapetes batesi
- Drapetes collaris
- Drapetes fratra
- Drapetes plagiatus
- Esthesopus amplicollis
- Esthesopus candezei
- Esthesopus minutus
- Esthesopus quadripustulatus
- Esthesopus rufiventris
- Esthesopus troglodytes
- Glyphonyx cruciella
- Hemirrhipus rojasi
- Horistonotus acutipennis
- Horistonotus attenuatus
- Horistonotus exoletus
- Horistonotus pubipennis
- Horistonotus quadrinotatus
- Horistonotus simoni
- Horistonotus spernendus
- Ignelater luminosus
- Lacon inaequalis
- Lacon pollinaria
- Lissomus asteriscus
- Lissomus discedens
- Lissomus sericeus
- Lygelater fulgidus
- Lygelater ignitus
- Lygelater indicus
- Megapenthes psittacula
- Peralampes melanoxanthus
- Physorrhinus erythrocephalus
- Pterotarsus histrio
- Pyrophorus angustus spp. luscus
- Pyrophorus clarus
- Pyrophorus divergens
- Pyrophorus expeditus
- Pyrophorus noctilucus
- Semiotus caracasanus
- Semiotus cristatus
- Semiotus decoratus
- Semiotus fascicularis
- Semiotus germari
- Semiotus hispidus
- Semiotus illigeri
- Semiotus illustris
- Semiotus imperialis
- Semiotus insignis
- Semiotus kathleenae
- Semiotus kondratieffi
- Semiotus ligneus
- Semiotus linnei
- Semiotus melleus
- Semiotus punctatostriatus
- Semiotus sommeri
- Semiotus superbus
- Spilus nigricans
- Stenocrepidius estebanus
- Stenocrepidius simoni
- Tomicephalus substriatus
- Thylacosternus walckenaeri
- Triplonychus cingulatus
- Triplonychus dubius
- Triplonychus steinheili
- Ypsilostethus semiotulus

### Osuszkowate(Elmidae)
W Wenezueli stwierdzono m.in.:
- Disersus chibcha
- Disersus dasycolus
- Disersus inca
- Hexanchorus dentitibialis
- Hexanchorus falconensis
- Hexanchorus flintorum
- Hexanchorus homaeotarsoides
- Hexanchorus inflatus
- Hexanchorus mcdiarmidi
- Hypsilara breweri
- Hypsilara royi
- Neblinagena doylei
- Neblinagena prima
- Phanocerus clavicornis
- Phanocerus congener
- Phanocerus rufus
- Pharceonus ariasi
- Pharceonus grandis
- Pharceonus volcanus
- Potamophilops bostrychophallus
- Roraima carinata

### Gnojarzowate(Geotrupidae)
W Wenezueli stwierdzono m.in.:
- Athyreus nebulosus
- Athyreus peckorum
- Bolbapium caesum
- Neoathyreus corniculatus
- Neoathyreus excavatus
- Neoathyreus lanei
- Neoathyreus lanuginosus
- Neoathyreus reichei

### Różnorożkowate(Heteroceridae)
W Wenezueli stwierdzono m.in.:
- Tropicus alcicornis[18]

### Kałużnicowate(Hydrophilidae)
W Wenezueli stwierdzono m.in:
- Oocyclus andinus
- Oocyclus bolivari
- Oocyclus coromoto
- Oocyclus floccus
- Oocyclus galbus
- Oocyclus maculatus
- Oocyclus meridensis
- Oocyclus petra
- Oocyclus pico
- Oocyclus pittieri
- Oocyclus sapphirus
- Oocyclus substillus
- Oocyclus trujillo
- Oocyclus zulianus

### Limnichidae
W Wenezueli stwierdzono m.in.:
- Byrrhinus gracilicornis
- Byrrhinus maroniensis
- Byrrhinus semirufus
- Cephalobyrrhinus curticornis
- Corrinea edita
- Eulimnichus ater
- Eulimnichus corrineae
- Eulimnichus pellucidus
- Eulimnichus plebius
- Limnichoderus angustus
- Limnichoderus excelsus
- Limnichoderus vicinus
- Phalacrichus atomarius
- Phalacrichus diligens
- Phalacrichus durus
- Phalacrichus latus
- Phalacrichus punctatus
- Phalacrichus rudis
- Phalacrichus simplex
- Phalacrichus spangleri
- Phalacrichus sublimus
- Physemus levis

### Grzybinkowate(Leiodidae)
W Wenezueli stwierdzono m.in.:
- Dissochaetus monilis[21]

### Jelonkowate(Lucanidae)
W Wenezueli stwierdzono m.in.:
- Charagmophorus lineatus
- Charagmophorus umedai
- Sphaenognathus feisthamelii
- Sphaenognathus lindenii
- Sphaenognathus nobilis
- Sphaenognathus pubescens
- Sphaenognathus rotundatus
- Sphaenognathus signatus
- Sphaenognathus taschenbergi
- Sphaenognathus taschenbergi

### Lutrochidae
W Wenezueli stwierdzono 8 gatunków:
- Lutrochus acuminatus
- Lutrochus cauraensis
- Lutrochus gustafson
- Lutrochus maldonadoi
- Lutrochus meridaensis
- Lutrochus minutus
- Lutrochus vestitus
- Lutrochus minutus

### Skałubnikowate(Nosodendridae)
W Wenezueli stwierdzono m.in.:
- Nosodendron chelonarium
- Nosodendron fasciatum
- Nosodendron punctatostriatum
- Nosodendron reichardti
- Nosodendron testudinum

### Zalęszczycowate(Oedemeridae)
W Wenezueli stwierdzono m.in.:
- Oxacis poirieri

### Pustoszowate(Ptinidae)
W Wenezueli stwierdzono m.in.:
- Calymmaderus venezuelensis
- Lasioderma serricornis
- Priotoma minuta
- Ptinus subfasciatus
- Stegobium panicea
- Tricorynus venezuelensis
- Tropicoptinus tomentosus

### Omarlicowate(Silphidae)
W Wenezueli stwierdzono m.in.:
- Nicrophorus didymus
- Oxelytrum cayennensis
- Oxelytrum discicollis

### Telegeusidae
W Wenezueli stwierdzono m.in.:
- Pseudotelegeusis howdeni

### Modzelatkowate(Trogidae)
W Wenezueli stwierdzono m.in.:
- Omorgus suberosus

### Trogossitidae
W Wenezueli stwierdzono m.in.:
- Airora ferruginea
- Airora longicollis
- Airora modesta
- Airora parallelicollis
- Calanthosoma flavomaculatum
- Calanthosoma sallei
- Dupontiella fasciatella
- Dupontiella ichneumonoides
- Lophocateres pusillus
- Nemozoma simoni
- Temnoscheila bedeli
- Temnoscheila obtusicollis
- ukrytek mauretański (Tenebroides mauritanicus)
- Tenebroides schaufussi